# UFC 312 : du Plessis contre Strickland 2
UFC 312 : du Plessis contre Strickland 2 est un événement d'arts martiaux mixtes produit par l'Ultimate Fighting Championship qui a eu lieu le 9 février 2025 à la Qudos Bank Arena de Sydney, en Australie,.

## Arrière-plan
L'événement était la septième visite de la promotion à Sydney et la première depuis l'UFC 293 en septembre 2023.
Un match revanche pour le championnat des poids moyens de l'UFC entre le champion actuel Dricus du Plessis (également ancien champion des poids welters de la KSW ) et l'ancien champion Sean Strickland a été la tête d'affiche de l'événement. Le duo s'était déjà rencontré un an auparavant lors de l'UFC 297, au cours duquel du Plessis avait remporté le titre par décision partagée.
L'événement co-principal a été le combat pour le championnat féminin des poids paille de l'UFC entre la double championne actuelle Zhang Weili et la gagnante des poids paille de The Ultimate Fighter : Team Joanna vs. Team Cláudia, Tatiana Suarez.
Un combat de poids mi-lourd entre Jimmy Crute et Marcin Prachnio était prévu pour cet événement. Cependant, Prachnio s'est retiré du combat pour des raisons inconnues et a été remplacé par l'ancien champion des poids lourds légers de la LFA, Rodolfo Bellato.
Le vainqueur de la saison 2 de l'UFC en poids mouche, Rei Tsuruya, et Stewart Nicoll devaient se rencontrer dans un combat en poids mouche. Cependant, Nicoll a été contraint de se retirer en raison d'une blessure et le combat a été annulé.
Un combat de poids coq entre le nouveau venu promotionnel Aleksandre Topuria et Cody Haddon était prévu pour cet événement. Cependant, Haddon s'est retiré du combat en raison d'une blessure au pied et a été remplacé par un autre nouveau venu Colby Thicknesse.
Un combat de poids mouche entre Park Hyun-sung, vainqueur de la saison 1 de Road to UFC, et Nyamjargal Tumendemberel était prévu pour l'événement. Cependant, le combat a été annulé en raison d'un problème de gestion du poids avec Nyamjargal.
Lors de la diffusion de l'événement, il a été annoncé qu'un combat intérimaire pour le championnat des poids moyens de l'UFC qui a eu lieu en avril 2019 à l'UFC 236 entre Israel Adesanya (qui allait devenir deux fois champion des poids moyens) et le vainqueur du Ultimate Fighter : Team Jones contre Team Sonnen - poids moyens, Kelvin Gastelum, allait être le prochain « fight wing » intronisé au Temple de la renommée de l'UFC lors des festivités de l'International Fight Week à Las Vegas à l"été 2025. Adesanya avait alors remporté le titre intérimaire par décision unanime après un va-et-vient de cinq rounds.

## Résultats
| Carte principale                                      | Carte principale      | Carte principale | Carte principale     | Carte principale                         | Carte principale | Carte principale | Carte principale |
| Catégorie                                             |                       |                  |                      | Méthode                                  | Round            | Chrono.          | Notes            |
| ----------------------------------------------------- | --------------------- | ---------------- | -------------------- | ---------------------------------------- | ---------------- | ---------------- | ---------------- |
| Poids Moyens                                          | Dricus du Plessis (c) | déf.             | Sean Strickland      | Décision (unanime) (50–45, 50–45, 49–46) | 5                | 5:00             | 1.               |
| Poids Pailles Femmes                                  | Zhang Weili (c)       | déf.             | Tatiana Suarez       | Décision (unanime) (49–46, 49–46, 49–45) | 5                | 5:00             | 2.               |
| Poids Lourds                                          | Tallison Teixeira     | déf.             | Justin Tafa          | TKO (genou au corps et aux coudes)       | 1                | 0:35             |                  |
| Poids Lourd-légers                                    | Jimmy Crute           | c.               | Rodolfo Bellato      | Égalité (majorité) (29–27, 28–28, 28–28) | 3                | 5:00             |                  |
| Poids Mi-moyens                                       | Jake Matthews         | déf.             | Francisco Prado      | Décision (unanime) (30–27, 30–27, 30–27) | 3                | 5:00             |                  |
| Carte préliminaire (ESPN2 / Disney+ / ESPN+)          |                       |                  |                      |                                          |                  |                  |                  |
| Poids Plumes                                          | Gabriel Santos        | déf.             | Jack Jenkins         | Soumission (étranglement rear-naked)     | 3                | 2:06             |                  |
| Poids Légers                                          | Tom Nolan             | déf.             | Viacheslav Borshchev | Décision (unanime) (29–28, 29–28, 30–27) | 3                | 5:00             |                  |
| Poids Mouches Femmes                                  | Wang Cong             | déf.             | Bruna Brasil         | Décision (unanime) (30–27, 30–27, 30–27) | 3                | 5:00             |                  |
| Poids Coq                                             | Aleksandre Topuria    | déf.             | Colby Thicknesse     | Decision (unanime) (30–27, 30–27, 30–27) | 3                | 5:00             |                  |
| Carte préliminaire (Disney+ / ESPN+ / UFC Fight Pass) |                       |                  |                      |                                          |                  |                  |                  |
| Poids Légers                                          | Rong Zhu              | déf.             | Kody Steele          | Décision (unanime) (30–27, 30–27, 30–27) | 3                | 5:00             |                  |
| Poids Mi-moyens                                       | Jonathan Micallef     | déf.             | Kevin Jousset        | Décision (unanime) (29–28, 29–28, 29–28) | 3                | 5:00             |                  |
| Poids Légers                                          | Quillan Salkilld      | déf.             | Anshul Jubli         | TKO (coups)                              | 1                | 0:19             |                  |

1. ^ Pour le Championnat UFC Poids Moyens.
2. ^ Pour le Championnat UFC Poids Pailles Femmes

## Récompenses bonus
Les combattants ci-dessous ont reçu des boni de 50 000 $: 
- Combat de la soirée : Rong Zhu c. Kody Steele
- Performance de la soirée : Tallison Teixera et Quillan Salkilld